# Wallersee-Wengermoor
Wallersee-Wengermoor este o arie protejată (arie specială de conservare — SAC, sit de importanță comunitară — SCI, arie de protecție specială avifaunistică — SPA) din Austria întinsă pe o suprafață de 298,47 ha, integral pe uscat.

## Localizare
Centrul sitului Wallersee-Wengermoor este situat la coordonatele 47°55′36″N 13°10′54″E / 47.9267°N 13.1817°E.

## Înființare
Situl Wallersee-Wengermoor a fost declarat sit de importanță comunitară în ianuarie 1995 pentru a proteja 1 specie de plante și 63 de specii de animale. Alte tipuri de protecție:
- arie de protecție specială avifaunistică (în octombrie 1996)[2]
- arie specială de conservare (în iulie 2006)[1][3][4]

## Biodiversitate
Situată în ecoregiunea continentală, aria protejată conține 14 habitate naturale: Lacuri și iazuri distrofice naturale, Pajiști cu Molinia pe soluri calcaroase, turboase sau argilos-nămoloase (Molinion caeruleae), Liziere de ierburi înalte hidrofile de câmpie și de nivel montan până la alpin, Fânețe de joasă altitudine (Alopecurus pratensis, Sanguisorba officinalis), Turbării active, Mlaștini oligotrofe degradate, capabile încă de regenerare naturală, Mlaștini turboase de tranziție și turbării mișcătoare, Depresiuni pe substraturi de turbă de Rhynchosporion, Mlaștini alcaline, Păduri de fag Luzulo-Fagetum, Păduri de fag Asperulo-Fagetum, Mlaștini împădurite, Păduri aluvionare cu Alnus glutinosa și Fraxinus excelsior (Alno-Padion, Alnion incanae, Salicion albae), Păduri mixte riverane de Quercus robur, Ulmus laevis și Ulmus minor, Fraxinus excelsior sau Fraxinus angustifolia, de-a lungul marilor râuri (Ulmenion minoris).
La baza desemnării sitului se află mai multe specii protejate:
- plante (1): Hamatocaulis vernicosus
- păsări (52): lăcar mare (Acrocephalus arundinaceus), lăcar-de-mlaștină (Acrocephalus palustris), lăcar-de-rogoz (Acrocephalus schoenobaenus), lăcar-de-lac (Acrocephalus scirpaceus), ciocârlie-de-câmp (Alauda arvensis), pescăruș albastru (Alcedo atthis), rață pitică (Anas crecca), rață cârâitoare (Anas querquedula), fâsă de luncă (Anthus pratensis), fâsă de pădure (Anthus trivialis), stârc roșu (Ardea purpurea), stârc galben (Ardeola ralloides), buhai de baltă (Botaurus stellaris), chirighiță neagră (Chlidonias niger), barză albă (Ciconia ciconia), barză neagră (Ciconia nigra), erete de stuf (Circus aeruginosus), erete vânăt (Circus cyaneus), erete cenușiu (Circus pygargus), prepeliță (Coturnix coturnix), cristeiul de câmp (Crex crex), ciocănitoare neagră (Dryocopus martius), egretă albă (Egretta alba), egretă mică (Egretta garzetta), presură de grădină (Emberiza hortulana), șoim călător (Falco peregrinus), șoimul rândunelelor (Falco subbuteo), vânturel roșu (Falco tinnunculus), becațină comună (Gallinago gallinago), cocor (Grus grus), stârc pitic (Ixobrychus minutus), capîntortură (Jynx torquilla), sfrâncioc roșiatic (Lanius collurio), sfrâncioc mare (Lanius excubitor), grelușelul-de-tufiș (Locustella fluviatilis), grelușel-de-zăvoi (Locustella luscinioides), Locustella naevia, gaia neagră (Milvus migrans), gaia roșie (Milvus milvus), muscar sur (Muscicapa striata), culic mare (Numenius arquata), stârc de noapte (Nycticorax nycticorax), vultur pescar (Pandion haliaetus), pitulice de munte (Phylloscopus collybita), pitulice-fluierătoare (Phylloscopus trochilus), ciocănitoare verzuie (Picus canus), cristei de baltă (Rallus aquaticus), mărăcinar (Saxicola rubetra), silvie cu cap negru (Sylvia atricapilla), silvie de zăvoi (Sylvia borin), pupăză (Upupa epops), nagâț (Vanellus vanellus)
- amfibieni (1): izvoraș-cu-burta-galbenă (Bombina variegata)
- mamifere (2): liliac cârn (Barbastella barbastellus), castor (Castor fiber)
- nevertebrate (7): Carabus variolosus, fluturele auriu (Euphydryas aurinia), fluturele flitirar (Euphydryas maturna), libelule (Leucorrhinia pectoralis), Phengaris nausithous, Phengaris teleius, Vertigo angustior
- pești (1): zglăvoacă (Cottus gobio)

Pe lângă speciile protejate, pe teritoriul sitului au mai fost identificate 7 specii de plante, 3 specii de păsări, 1 specie de amfibieni, 5 specii de mamifere, 22 de specii de nevertebrate, 3 specii de reptile.